# 横山隆美
横山 隆美（よこやま たかよし、1952年12月18日 - ）は、日本の実業家。アメリカンホーム保険会社日本代表、富士火災海上保険社長兼CEO、日本損害保険協会副会長など保険会社の代表を通算25年歴任した。

## 人物・経歴
静岡市出身。1971年県立静岡高校卒業。1976年東京大学経済学部卒業、AIU保険会社入社。AVP財務部部長を経て、1992年アメリカンホーム保険会社日本代表。2001年AIU保険会社日本代表。2007年アメリカンホーム保険会社日本代表に再任。2010年チャーティス・ファー・イースト・ホールディングスエグゼクティブ・バイス・プレジデント。同年富士火災海上保険取締役代表執行役社長兼COO。2011年から富士火災海上保険代表取締役社長兼CEOを務め、AIU損害保険との経営統合にあたった。2013年日本損害保険協会副会長。
2019年藍綬褒章受章。2020年国際環境NGO350.org Japan代表。2022年9月、国際環境NGO350.org Japan代表退任。

## 著書
- 『変化を乗り切る保険代理店経営』 宮宇地覚, 横山隆美 著 新日本保険新聞社 2019.9